# Francoaceae
Francoaceae é uma pequena família de plantas com flor pertencente à ordem Geraniales.
São plantas herbáceas perenes, caracterizados por folhas alternas e pecioladas agrupadas na base. As lâminas foliares são interas ou divididas. As flores são hermafroditas e os frutos são cápsulas com muitas sementess.
São nativas do Chile. Francoa sonchifolia pode alcançar até um metro de altura, agrupadas numa roseta basal com folhas lobuladas de cor verde escuro. As flores, pequenas, agrupam-se em densos rácimos que são rosados com os caules vermelhos.